# Антракс (група)
 Тази статия е за американската траш метъл група.  За заразното заболяване вижте Антракс.  
„Антракс“ (на английски: Anthrax) е траш метъл група от Ню Йорк, САЩ.
През 1980-те години е в Голямата четворка на траш метъла заедно с „Металика“, „Слейър“ и „Мегадет“. Подпомагат популяризирането на пънк рока и рапа сред метъл публиката. Пионери в смесването на рап и метъл елементи, чрез съвместното им изпълнение на Bring the Noise, заедно с хип-хоп дуета Пъблик Енеми, както и тяхната собствена рап метъл песен I'm the Man.
Групата е основана през 1981 в нюйоркския квартал Куинс, водени от китариста Скот Иън, който през годините уволнява редица членове на бандата, като запазва само двама оригинални членове – себе си и барабаниста Чарли Бенанте.

## История
Антракс е сформирана от китаристите и бивши съученици Скот Иън и Дан Лилкър. Останалите членове на бандата по това време са Дейв Вайс, Пол Кан и вокалистът Джон Конъли. След осезаемата разлика в уменията на музикантите, някои от тях напускат. Първите три записани песни Sin, Antichrist и Haunting Dog са с вокалиста Нийл Търбин. С дебютното си участие на сцена (Battle of the Bands), те успяват да спечелят фенове, но все още недостатъчно за подписване на договор със звукозаписна компания.
След няколко промени в състава, на барабаните идва Чарли Бенанте, останал в групата. Както и китаристът Дан Спиц, част от Антракс за дълги години.
И така през 1982 година записват първия си сингъл Soldiers Of Metal, продуциран от Ross the Boss от Manowar, което парче им отваря вратите за подписване на договор и издаване на дебютен албум. В края на 1983 година на бял свят се появява Fistful Of Metal, албум, който привлича вниманието на публиката към Антракс. С бързите си китарни рифове и нетипичните за хевиметъла текстове, засягащи злободневни проблеми като наркотичната зависимост и насилието. Малко след това Дан Лилкър взема решение да напусне групата, и е заменен от Франк Бело, басист на състава.
След шоу на живо от 1984 г. Нийл Търбин е отстранен поради явно неуважително и арогантно поведение спрямо публиката. На 27 февруари 1985 г. Джоуи Беладона заема вакантното място на фронтмен, и с негово участие е записано EP-то Armed And Dangerous както и Spreading The Disease, след който се отправят на турне в САЩ и Европа (включително и като подгряваща група на Металика).
С успехите си дотогава Антракс привличат вниманието на Island Records, с които подписват контракт и под чиято шапка издават следващата си тава – Among The Living (1987 г.), посветена на Клиф Бъртън от Металика.
През септември 1988 г. на музикалния пазар излиза и следващият, четвърти поред дългосвирещ студиен албум State Of Euphoria. Следват съвместни турнета с групи като Мотли Крю, Уайтснейк, Айрън Мейдън, Металика и Хелоуин, като популярността им нараства както в Европа, така и в САЩ.
В края на 1989 г. бандата отново влиза в студио за подготовката на поредния им албум. Той е завършен и пуснат за продажба през август 1990 г., със заглавие Persistence Of Time, който дори задминава успеха им от State of Euphoria. За обложката му Чарли Бенанте черпи вдъхновение от картината на Салвадор Дали „Упорството на паметта“. През 1991 албумът е номиниран за награда Грами, в категорията Най-добър хевиметъл албум.
Скоро след това те издават и компилацията Attack Of The Killer B's (1991), включваща и някои нови парчета като Bring The Noise, с участието на Public Enemy, последвано от взаимно турне със същата група.

### От 1992 до днес
Антракс напускат Island Records и подписват нов многомилионен договор с Elektra Records. Непосредствено след това събитие, Джоуи Беладона излиза от състава с оправданието „творчески различия“, като година по-късно мястото му заема певецът Джон Буш.
Първият албум с новото попълнение е Sound Of White Noise (1993). Звукът на групата е променен драстично, но е приет позитивно от критиката. През 1995 излиза и седмият студиен албум на бандата, наречен Stomp 442, първи без китариста Дан Спиц. Поради нежелание от страна на Elektra Records да го промотира, той не се увенчава с успех.
След нов договор с независимия лейбъл Ignition, се появява и следващият проект Volume 8: The Threat Is Real, но компанията фалира и албумът става труден за откриване на пазара.
През 2002 г. към групата се присъединява нов китарист – Роб Каджано, и под опеката на Sanctuary Records, на следващата година излиза деветият поред студиен албум We've Come For You All (2003) – едно дългоочаквано завръщане на класическия Антракс.

## Състав
| Настоящи членове - Скот Ян – китара (1981– ) - Чарли Бенанте – барабани (1983– ) - Франк Бело – бас (1984 – 2004, 2005– ) - Джоуи Беладона – вокали (1984 – 1992, 2005 – 2007, 2010– ) - Джонатан Донаис – китара (2013– ) |  | Предишни членове - Дейв Вейс – барабани (1981) - Кени Къшнър – бас (1981) - Пол Кан – бас (1981) - Дан Лилкър – бас (1981 – 1984) - Джон Конъли – вокали (1981) - Джейсън Розънфилд – вокали (1981 – 1982) - Томи Вайс – вокали (1982) - Грег Уолс – китара (1981 – 1983) - Грег Д'Анджело – барабани (1981 – 1983) - Нейл Търбин – вокали (1982 – 1984) - Боб Бери – китара (1983) - Дан Спиц – китара (1983 – 1995, 2005 – 2007) - Мат Фалън – вокали (1984) - Били Милано – вокали (1984) - Джон Буш – вокали (1992 – 2005, 2009 – 2010) - Пол Крук – китара (1995 – 2001) - Роб Каджано – китара (2001 – 2005, 2007 – 2013) - Джоуи Вера – бас (2004 – 2005) - Дан Нелсън – вокали (2007 – 2009) |

## Дискография

### Албуми
- „Fistful Of Metal“ (1984)
- „Spreading the Disease“ (1985)
- „Among the Living“ (1987)
- „State of Euphoria“ (1988)
- „Persistence of Time“ (1990)
- „Sound of White Noise“ (1993)
- „Stomp 442“ (1995)
- „Volume 8: The Threat Is Real“ (1998)
- „We've Come for You All“ (2003)
- „Worship Music“ (2011)
- „For All Kings“ (2016)